# Маргинализам (економија)
Маргинализам је теорија у економији која покушава да објасни диспаритет у вредности добара и услуга позивањем на њихову секундарну, или маргиналну, корисност. Она наводи да разлог зашто је цена дијаманата виша од цене воде, на пример, лежи у већем додатном задовољству које дијаманти пружају у односу на воду. Дакле, док вода има већу укупну корисност, дијамант има већу маргиналну корисност.
Иако је централни концепт маргинализма маргинална корисност, маргиналисти, следећи пример Алфреда Маршала, ослањали су се на идеју маргиналне физичке продуктивности у објашњењу трошкова. Неокласична традиција која је проистекла из британског маргинализма напустила је концепт корисности и дала маргиналним стопама супституције фундаменталнију улогу у анализи. Маргинализам је саставни део мејнстрим економске теорије.

## Главни концепти

### Маргиналност
Код питања маргиналности, ограничења се концептуализују као граница или маргина. Локација маргине за било ког појединца одговара његовом или њеном задужбином, широко схваћеном да укључује и могућности. Ова задужбина је одређена многим стварима, укључујући физичке законе (који ограничавају како се облици енергије и материје могу трансформисати), природне случајности (које одређују присуство природних ресурса) и исходе прошлих одлука које су донели и други и сам појединац.
Вредност која важи под одређеним ограничењима је маргинална вредност. Промена која би била погођена специфичним попуштањем или пооштравањем тих ограничења је маргинална промена.
Неокласична економија обично претпоставља да су маргиналне промене инфинитезимали или граничне вредности. Иако ова претпоставка чини анализу мање робусном, повећава њену употребљивост. Стога се често каже да је „маргинално” синоним за „веома мало”, иако у општијој анализи то можда није оперативно тачно и у сваком случају не би било дословно тачно. Често се економска анализа бави маргиналним вредностима повезаним са променом једне јединице ресурса, јер се одлуке често доносе у јединицама; маргинализам настоји да објасни јединичне цене у смислу таквих маргиналних вредности.

### Маргинална употреба
Маргинална употреба добра или услуге је специфична употреба којој би агент наменио дато повећање, или специфична употреба добра или услуге која би била напуштена као одговор на дато смањење.
Маргинализам претпоставља, за било ког датог агента, економску рационалност и уређење могућих стања света, тако да за било који дати скуп ограничења постоји достижно стање које је најбоље у очима тог агента. Дескриптивни маргинализам тврди да је избор међу специфичним средствима којима би се различита предвиђена специфична стања света (исходи) могла остварити вођен само разликама међу тим специфичним исходима; прескриптивни маргинализам тврди да би такав избор требало да буде тако вођен.
На основу таквих претпоставки, свако повећање би било усмерено на специфичну, изводљиву, претходно неостварену употребу највећег приоритета, а свако смањење би резултирало напуштањем употребе најнижег приоритета међу употребама којима је добро или услуга била намењена.

### Маргинална корисност
Маргинална корисност добра или услуге је корисност његове маргиналне употребе. Под претпоставком економске рационалности, то је корисност његове најмање хитне могуће употребе из најбоље изводљиве комбинације акција у којој је његова употреба укључена.
У мејнстрим економији 20. века, термин „корисност” је формално дефинисан као квантификација која обухвата преференције додељивањем већих количина стањима, добрима, услугама или применама које су вишег приоритета. Али маргинализам и концепт маргиналне корисности претходе успостављању ове конвенције у економији. Општија концепција корисности је концепција употребе или корисности, и ова концепција је у срцу маргинализма; термин „маргинална корисност” настао је из превода немачког „Grenznutzen”, што дословно значи гранична употреба, директно се односећи на маргиналну употребу, а општије формулације маргиналне корисности не третирају квантификацију као суштинску карактеристику. С друге стране, ниједан од раних маргиналиста није инсистирао да корисност није квантификована, неки су заиста третирали квантификацију као суштинску карактеристику, а они који нису, ипак су користили претпоставку квантификације у сврху излагања. У овом контексту, није изненађујуће пронаћи многе презентације које не препознају општији приступ.

#### Квантификована маргинална корисност
У посебном случају у којем се корисност може квантификовати, промена корисности при преласку из стања {\displaystyle S_{1}} у стање {\displaystyle S_{2}} је
{\displaystyle \Delta U=U(S_{2})-U(S_{1})\,}
Штавише, ако се {\displaystyle S_{1}} и {\displaystyle S_{2}} разликују по вредностима само једне променљиве {\displaystyle g\,} која је и сама квантификована, онда постаје могуће говорити о односу маргиналне корисности промене у {\displaystyle g\,} и величине те промене:
{\displaystyle \left.{\frac {\Delta U}{\Delta g}}\right|_{c.p.}}
(где „c.p.” означава да је једина независна променљива која се мења {\displaystyle g\,}).
Мејнстрим неокласична економија ће обично претпоставити да
{\displaystyle \lim _{\Delta g\to 0}{\left.{\frac {\Delta U}{\Delta g}}\right|_{c.p.}}}
је добро дефинисано, и користити „маргиналну корисност” да се односи на парцијални извод
{\displaystyle {\frac {\partial U}{\partial g}}\approx \left.{\frac {\Delta U}{\Delta g}}\right|_{c.p.}}

#### Закон опадајуће маргиналне корисности
Закон опадајуће маргиналне корисности, познат и као Госенов Први закон, гласи да ceteris paribus, како се додатне количине добра или услуге додају доступним ресурсима, њихове маргиналне корисности опадају. Овај закон се понекад третира као таутологија, понекад као нешто доказано интроспекцијом, а понекад као пука инструментална претпоставка, усвојена само због своје перципиране предиктивне ефикасности. Није баш ништа од тога, иако може имати аспекте сваког од њих. Закон не важи у свим околностима, тако да није ни таутологија нити се на други начин може доказати; али има основу у претходном посматрању... Појединац ће обично моћи делимично да уреди потенцијалне употребе добра или услуге. Ако постоји оскудица, онда ће рационални агент задовољити жеље највишег могућег приоритета, тако да се ниједна жеља не жртвује беспотребно да би се задовољила жеља нижег приоритета. У одсуству комплементарности међу употребама, ово ће имплицирати да ће приоритет употребе било које додатне количине бити нижи од приоритета установљених употреба, као у овом чувеном примеру:
Пионир фармер имао је пет врећа жита, без начина да их прода или купи више. Имао је пет могућих употреба: као основну храну за себе, храну за изградњу снаге, храну за своје кокошке ради разноврсности исхране, састојак за прављење вискија и храну за своје папагаје да га забављају. Онда је фармер изгубио једну врећу жита. Уместо да смањи сваку активност за петину, фармер је једноставно изгладнео папагаје јер су били мање корисни од остале четири употребе; другим речима, били су на маргини. А економске одлуке доносимо на маргини, а не са погледом на ширу слику.
Међутим, ако постоји комплементарност међу употребама, онда додата количина може довести ствари преко жељене прекретнице, или одузета количина може проузроковати да падну испод ње. У таквим случајевима, маргинална корисност добра или услуге би заправо могла да расте.
Без претпоставке да је корисност квантификована, опадање корисности не би требало схватити као аритметичко одузимање. То је прелазак са употребе вишег на нижи приоритет, и може бити ништа више од чисто ординaлне промене.
Када се претпостави квантификација корисности, опадајућа маргинална корисност одговара функцији корисности чији нагиб континуирано или стално опада. У другом случају, ако је функција такође глатка, онда се закон може изразити као:
{\displaystyle {\frac {\partial ^{2}U}{\partial g^{2}}}<0}
Неокласична економија обично допуњује или замењује дискусију о маргиналној корисности кривама индиференције, које су првобитно изведене као ниво-криве функција корисности, или се могу произвести без претпоставке квантификације, али се често једноставно третирају као аксиоматске. У одсуству комплементарности добара или услуга, опадајућа маргинална корисност имплицира конвексност кривих индиференције, иако би таква конвексност такође следила из квазиконкавности функције корисности.

### Маргинална стопа супституције
Стопа супституције је најмање повољна стопа по којој је агент спреман да размени јединице једног добра или услуге за јединице другог. Маргинална стопа супституције (МСС) је стопа супституције на маргини; другим речима, под датим ограничењем.
Када су добра и услуге дискретни, најмање повољна стопа по којој би агент трговао А за Б обично ће бити различита од оне по којој би трговао Б за А:
{\displaystyle MRS_{AB}\neq {\frac {1}{MRS_{BA}}}}
Када су добра и услуге континуирано дељиви у граничном случају
{\displaystyle MRS_{AB}={\frac {1}{MRS_{BA}}}}
а маргинална стопа супституције је нагиб криве индиференције (помножен са {\displaystyle -1}).
Ако, на пример, Лиза неће трговати козу за мање од две овце, онда је њена
{\displaystyle MRS_{SG}={\frac {2{\text{ овце}}}{\text{коза}}};};
Ако неће трговати овцу за мање од две козе, онда је њена
{\displaystyle MRS_{GS}={\frac {2{\text{ козе}}}{\text{овца}}}\neq {\frac {1{\text{ коза}}}{2{\text{ овце}}}}={\frac {1}{\left({\frac {2{\text{ овце}}}{\text{коза}}}\right)}}={\frac {1}{MRS_{SG}}}}
... Међутим, ако би трговала један грам банане за једну унцу сладоледа и обрнуто, онда
{\displaystyle MRS_{IB}={\frac {1{\text{ унца сладоледа}}}{1{\text{ г банане}}}}={\frac {1}{\left({\frac {1{\text{ г банане}}}{1{\text{ унца сладоледа}}}}\right)}}={\frac {1}{MRS_{BI}}}}
Када се криве индиференције (које су у суштини графици тренутних стопа супституције) и конвексност тих кривих не узимају као дате, „закон” опадајуће маргиналне корисности се позива да објасни опадајуће маргиналне стопе супституције – спремност да се прихвати мање јединица добра или услуге {\displaystyle A} у замену за {\displaystyle B} како нечије залихе {\displaystyle A} расту у односу на залихе {\displaystyle B}. Ако појединац има залиху или проток добра или услуге чија је маргинална корисност мања него што би била корисност неког другог добра или услуге за које би могао да тргује, онда је у његовом интересу да изврши ту трговину. Како се једна ствар тргује а друга стиче, одговарајући маргинални добици или губици од даљих трговина се сада мењају. Под претпоставком да се маргинална корисност једног смањује, а другог не повећава, под условом да је све остало једнако, појединац ће захтевати све већи однос онога што се стиче према ономе што се жртвује. Један важан начин на који све остало можда није једнако је када употреба једног добра или услуге допуњује употребу другог. У таквим случајевима, односи размене могу бити константни. Ако било који трговац може побољшати своју маргиналну позицију нудећи размену која је повољнија за друге трговце са жељеним добрима или услугама, онда ће то и учинити.

### Маргинални трошак
На највишем нивоу општости, маргинални трошак је маргинални опортунитетни трошак. У већини контекста, маргинални трошак се односи на маргинални финансијски трошак, то јест маргинални трошак мерен одреченим новцем.
Потпуни маргинализам види маргинални трошак као растући под законом опадајуће маргиналне корисности, јер примена ресурса на једну апликацију смањује њихову доступност другим апликацијама. Неокласична економија тежи да занемари овај аргумент, али да види маргиналне трошкове као растуће као последицу опадајућих приноса.

## Примена на теорију цена
Маргинализам и неокласична економија обично објашњавају формирање цена широко кроз интеракцију кривих или распореда понуде и тражње. У сваком случају, купци се моделирају као да теже типично нижим количинама, а продавци нуде типично веће количине, како се цена повећава, при чему је сваки спреман да тргује док маргинална вредност онога што би трговали не премаши вредност ствари за коју би трговали.

### Тражња
Криве тражње се објашњавају маргинализмом у смислу маргиналних стопа супституције.
По било којој датој цени, потенцијални купац има неку маргиналну стопу супституције новца за дотично добро или услугу. С обзиром на „закон” опадајуће маргиналне корисности, или на други начин дате конвексне криве индиференције, стопе су такве да спремност да се одрекне новца за добро или услугу опада како би купац имао све више добра или услуге и све мање новца. Стога, сваки дати купац има распоред тражње који генерално опада као одговор на цену (барем док тражена количина не достигне нулу). Укупна тражена количина свих купаца је, по било којој датој цени, само збир количина које траже појединачни купци, тако да и она опада како цена расте.

### Понуда
И неокласична економија и потпуни маргинализам би се могли рећи да објашњавају криве понуде у смислу маргиналних трошкова; међутим, постоје значајне разлике у концепцијама тог трошка.
Маргиналисти у традицији Алфреда Маршала и неокласични економисти теже да представе криву понуде за било ког произвођача као криву маргиналних финансијских трошкова објективно одређених физичким процесима, са узлазним нагибом одређеним опадајућим приносима. Потпунији маргинализам представља криву понуде као комплементарну криву тражње – где је тражња за новцем, а куповина се врши са добром или услугом. Облик те криве је тада одређен маргиналним стопама супституције новца за то добро или услугу.

### Тржишта
Ограничавајући се на граничне случајеве у којима су продавци или купци „прихватаоци цена” – тако да функције тражње игноришу функције понуде или обрнуто – маршалијански маргиналисти и неокласични економисти су произвели употребљиве моделе „чисте” или „савршене” конкуренције и различитих облика „несавршене” конкуренције, који се модели обично приказују релативно једноставним графицима. Други маргиналисти су покушали да представе оно што су сматрали реалистичнијим објашњењима, али је овај рад имао релативно мали утицај на мејнстрим економске мисли.

### Парадокс воде и дијаманата
Закон опадајуће маргиналне корисности се каже да објашњава парадокс воде и дијаманата, најчешће повезан са Адамом Смитом, иако су га препознали и ранији мислиоци. Људска бића не могу ни преживети без воде, док су дијаманти, у Смитово време, били украси или делови за гравирање. Ипак, вода је имала веома ниску цену, а дијаманти веома високу. Маргиналисти су објаснили да је маргинална корисност било које дате количине оно што је важно, а не корисност класе или целине. За већину људи, вода је била довољно обилна да би губитак или добитак једног галона одузео или додао само неку веома малу употребу, ако икакву, док су дијаманти били у много ограниченијој понуди, тако да је губитак или добитак био много већи.
То не значи да је цена било ког добра или услуге једноставно функција маргиналне корисности коју има за било ког појединца нити за неког наводно типичног појединца. Уместо тога, појединци су спремни да тргују на основу одговарајућих маргиналних корисности добара која имају или желе (с тим да су ове маргиналне корисности различите за сваког потенцијалног трговца), а цене се тако развијају ограничене овим маргиналним корисностима.

## Историја

### Прото-маргиналистички приступи
Можда се суштина појма опадајуће маргиналне корисности може наћи у Аристотеловој Политици, где он пише:
спољна добра имају границу, као и сваки други инструмент, и све корисне ствари су такве природе да када их има превише, оне морају или нанети штету, или у сваком случају бити бескорисне
Постојала је изражена несугласност о развоју и улози маргиналних разматрања у Аристотеловој теорији вредности.
Велики број економиста је закључио да постоји нека врста међусобне везе између корисности и реткости која утиче на економске одлуке, и заузврат информише одређивање цена.
Италијански меркантилисти из осамнаестог века, као што су Антонио Ђеновези, Ђамарија Ортес, Пјетро Вери, Чезаре Бекарија и Ђовани Риналдо, сматрали су да се вредност објашњава у смислу опште корисности и реткости, иако обично нису разрадили теорију о томе како ове две ствари интерагују. У Della Moneta (1751), опат Фердинандо Галијани, ученик Ђеновезија, покушао је да објасни вредност као однос два односа, корисности и реткости, при чему је ова друга компонента однос количине и употребе.
Ан Робер Жак Тирго, у Réflexions sur la formation et la distribution de richesse (1769), сматрао је да вредност произилази из опште корисности класе којој добро припада, из поређења садашњих и будућих потреба, и из предвиђених потешкоћа у набавци.
Као и италијански меркантилисти, Етјен Боно де Кондијак је видео вредност као одређену корисношћу повезаном са класом којој добро припада, и процењеном реткошћу. У De commerce et le gouvernement (1776), Кондијак је нагласио да вредност није заснована на трошку, већ да су трошкови плаћени због вредности.
Ова последња тачка је чувено поновљена од стране прото-маргиналисте из 19. века Ричарда Вотлија, који је у Introductory Lectures on Political Economy. 1832. написао следеће:
Није да бисери постижу високу цену зато што су људи ронили за њима; већ напротив, људи роне за њима зато што постижу високу цену.
Вотлијев ученик Насо Вилијам Сениор је доле наведен као рани маргиналиста.
Фредерик Бастија у поглављима V и XI својих Economic Harmonies. 1850. такође развија теорију вредности као однос између услуга које повећавају корисност, а не између укупне корисности.

### Маргиналисти пре Револуције
Прва недвосмислена објављена изјава било какве теорије маргиналне корисности била је од стране Данијела Бернулија, у „Specimen theoriae novae de mensura sortis”. Овај рад се појавио 1738. године, али је нацрт написан 1731. или 1732. Године 1728, Габријел Крамер је произвео суштински исту теорију у приватном писму. Сваки од њих је покушао да реши Санктпетербуршки парадокс, и закључио је да се маргинална пожељност новца смањује како се он акумулира, тачније тако да је пожељност суме природни логаритам (Бернули) или квадратни корен (Крамер) од тога. Међутим, општије импликације ове хипотезе нису биле објашњене, и рад је пао у заборав.
У „A Lecture on the Notion of Value as Distinguished Not Only from Utility, but also from Value in Exchange”, одржаном 1833. и укљученом у Lectures on Population, Value, Poor Laws and Rent. 1837., Вилијам Форстер Лојд је експлицитно понудио општу теорију маргиналне корисности, али није понудио њено извођење нити разрадио њене импликације. Важност његове изјаве изгледа да је свима (укључујући и Лојда) промакла све до почетка 20. века, до када су други независно развили и популаризовали исти увид.
У An Outline of the Science of Political Economy. 1836., Насо Вилијам Сениор је тврдио да су маргиналне корисности коначни одређивач тражње, али очигледно није истраживао импликације, иако неки тумаче његов рад као да је управо то чинио.
У „De la mesure de l'utilité des travaux publics” (1844), Жил Дипи је применио концепцију маргиналне корисности на проблем одређивања мостарина.
Године 1854, Херман Хајнрих Госен је објавио Die Entwicklung der Gesetze des menschlichen Verkehrs und der daraus fließenden Regeln für menschliches Handeln, која је представила теорију маргиналне корисности и у великој мери разрадила њене импликације на понашање тржишне економије. Међутим, Госенов рад није био добро прихваћен у Немачкој његовог времена, већина примерака је уништена непродата, и он је био практично заборављен док није поново откривен након  Маргиналне револуције.

### Маргинална револуција
Маргинализам као формална теорија може се приписати раду тројице економиста, Џевонса у Енглеској, Менгера у Аустрији, и Валраса у Швајцарској. Вилијам Стенли Џевонс је први предложио теорију у чланку 1862. и књизи 1871. Слично томе, Карл Менгер је представио теорију 1871. Менгер је објаснио зашто појединци користе маргиналну корисност да би одлучили о компромисима, али док његови илустративни примери представљају корисност као квантификовану, његове суштинске претпоставке то не чине. Леон Валрас је увео теорију у Éléments d'économie politique pure, чији је први део објављен 1874. Американац Џон Бејтс Кларк се такође повезује са почецима маргинализма, али је мало допринео напретку теорије. Овај нови начин размишљања био је веома драстична промена у односу на класичну школу економије, коју су делимично основали Адам Смит, Дејвид Рикардо и Томас Малтус. Класична школа економије веровала је у концепт назван радна теорија вредности који је наглашавао идеју да количина времена потребног за производњу добра одређује вредност тог добра. Конкурентски концепт, маргинална корисност, са друге стране, фокусирао се на вредност коју потрошач добија од добра приликом одређивања његове вредности. Оно што су маргиналисти схватили јесте да се разменска вредност добара може користити за описивање употребне вредности добара. Мегнад Десаи то овако каже: „Појединци су у својим свакодневним активностима тако управљали својим ресурсима да су балансирали маргиналну корисност - корисност (употребну вредност) добијену из додатне јединице робе коју су конзумирали - са ценом (разменском вредношћу) коју су за њу платили”. Дакле, када потрошња добра расте, корисност тог добра опада како се оно троши. Свака особа би наставила да троши док маргинална корисност не би била једнака цени. Џевонс је такође желео да формулише теорију цена која узима у обзир ову маргиналну корисност и открио је следеће: трошкови производње одређују понуду; понуда одређује коначни степен корисности; а коначни степен корисности одређује вредност. Валрас је успео да артикулише максимизацију корисности потрошача далеко боље од Џевонса и Менгера претпостављајући да је корисност повезана са потрошњом сваког добра.

#### Друга генерација
Иако је Маргинална револуција проистекла из рада Џевонса, Менгера и Валраса, њихов рад можда не би ушао у мејнстрим да није било друге генерације економиста. У Енглеској, другу генерацију су представљали Филип Викстид, Вилијам Смарт и Алфред Маршал; у Аустрији Еуген фон Бем-Баверк и Фридрих фон Визер; у Швајцарској Вилфредо Парето; а у Америци Херберт Џозеф Давенпорт и Френк А. Фетер.
Постојале су значајне, препознатљиве карактеристике међу приступима Џевонса, Менгера и Валраса, али друга генерација није одржавала разлике дуж националних или језичких линија. Рад фон Визера био је под великим утицајем Валраса. Викстид је био под великим утицајем Менгера. Фетер је себе и Давенпорта називао делом „Америчке психолошке школе”, назване по узору на аустријску „Психолошку школу”. Кларков рад из овог периода па надаље такође показује снажан утицај Менгера. Вилијам Смарт је почео као преносилац теорије Аустријске школе читаоцима на енглеском језику, иако је све више падао под утицај Маршала.
Бем-Баверк је био можда најспособнији тумач Менгерове концепције. Даље је био познат по стварању теорије камате и профита у равнотежи заснованој на интеракцији опадајуће маргиналне корисности са опадајућом маргиналном продуктивношћу времена и са временском преференцијом. (Ову теорију је у потпуности усвојио, а затим даље развио Кнут Виксел и са модификацијама, укључујући формално занемаривање временске преференције, од стране Викселиовог америчког ривала Ирвинга Фишера.)
Маршал је био маргиналиста друге генерације чији је рад на маргиналној корисности највише утицао на мејнстрим неокласичне економије, посебно путем његових Принципа економије, чији је први том објављен 1890. Маршал је конструисао криву тражње уз помоћ претпоставки да је корисност квантификована, и да је маргинална корисност новца константна, или скоро константна. Као и Џевонс, Маршал није видео објашњење за понуду у теорији маргиналне корисности, па је упарио маргинално објашњење тражње са класичнијим објашњењем понуде, где су трошкови узети као објективно одређени. Маршал је касније активно погрешно представио критику да су ови трошкови и сами на крају одређени маргиналним корисностима.

#### Маргинална револуција као одговор на социјализам
Доктрине маргинализма и Маргинална револуција се често тумаче као одговор на успон радничког покрета, марксистичке економије и ранијих рикардијанских социјалистичких теорија о експлоатацији рада. Први том Капитала није објављен до јула 1867, када се маргинализам већ развијао, али пре појаве марксистичке економије, прото-маргиналистичке идеје попут оних Госена су углавном наилазиле на глуве уши. Тек осамдесетих година 19. века, када је марксизам дошао у први план као главна економска теорија радничког покрета, Госен је добио (постхумно) признање.
Осим успона марксизма, Ернесто Скрепанти и Стефано Цамањи указују на другачији 'спољни' разлог за успех маргинализма, а то је његов успешан одговор на Дугу депресију и поновни успон класног сукоба у свим развијеним капиталистичким економијама након периода друштвеног мира од 1848. до 1870. Маргинализам, тврде Скрепанти и Цамањи, понудио је теорију слободног тржишта као савршеног, које врши оптималну алокацију ресурса, док је економистима омогућио да за било какве негативне ефекте лесе-фер економије окриве мешање радничких коалиција у правилно функционисање тржишта.
Научници су сугерисали да је успех генерације која је следила претече Револуције била њихова способност да формулишу директне одговоре на марксистичку економску теорију. Најпознатији од њих био је Бем-Баверков „Zum Abschluss des Marxschen Systems” (1896), али први је био Викстидов „The Marxian Theory of Value. Das Kapital: A Criticism” (1884, након чега је уследио „The Jevonian Criticism of Marx: A Rejoinder” 1885). Најпознатији рани марксистички одговори били су Хилфердингов Böhm-Bawerks Marx-Kritik (1904) и The Economic Theory of the Leisure Class. 1914. Николаја Бухарина.

### Помрачење
У свом раду из 1881. Mathematical Psychics, Франсис Исидро Еџворт је представио криву индиференције, изводећи њена својства из маргиналистичке теорије која је претпостављала да је корисност диференцијабилна функција квантификованих добара и услуга. Али временом се схватило да се криве индиференције могу сматрати некако датим, без бављења појмовима корисности. Године 1915, Евгениј Слуцки је извео теорију избора потрошача искључиво из својстава кривих индиференције. Због Првог светског рата, Бољшевичке револуције и његовог сопственог каснијег губитка интересовања, рад Слуцког готово да није привукао пажњу, али сличан рад из 1934. године Џона Хикса и Р. Џ. Д. Алена је донео много сличних резултата и пронашао значајну публику. Ален је касније скренуо пажњу на ранији допринос Слуцког.
Иако су неки од треће генерације економиста Аустријске школе до 1911. одбацили квантификацију корисности настављајући да размишљају у терминима маргиналне корисности, већина економиста је претпостављала да корисност мора бити нека врста количине. Анализа кривих индиференције чинила се као начин да се одбаце претпоставке о квантификацији, иако би тада морала бити уведена наизглед произвољна претпоставка (коју је Хикс признао као „зеца из шешира”) о опадајућим маргиналним стопама супституције како би се имала конвексност кривих индиференције.
За оне који су прихватили да је анализа маргиналне корисности замењена анализом кривих индиференције, прва је постала у најбољем случају нешто аналогно Боровом моделу атома—можда педагошки корисна, али „старомодна” и на крају нетачна.

### Оживљавање
Када су Крамер и Бернули увели појам опадајуће маргиналне корисности, то је било да би се решио парадокс коцкања, а не парадокс вредности. Маргиналисти револуције, међутим, формално су се бавили проблемима у којима није било ни ризика ни неизвесности. Исто је било и са анализом кривих индиференције Слуцког, Хикса и Алена.
Хипотеза очекиване корисности Бернулија et alii оживљена је од стране различитих мислилаца 20. века, укључујући Френка Ремзија (1926), Џона фон Нојмана и Оскара Моргенштерна (1944), и Ленарда Севиџа (1954). Иако ова хипотеза остаје контроверзна, она враћа не само корисност већ и њену квантификовану концепцију у мејнстрим економске мисли, и одбацила би Окамов аргумент. Треба можда напоменути да у анализи очекиване корисности закон опадајуће маргиналне корисности одговара ономе што се назива аверзија према ризику.

## Критике

### Марксистичка критика маргинализма
Карл Маркс је умро пре него што је маргинализам постао прихваћена интерпретација економске вредности у мејнстрим економији. Његова теорија се заснивала на радној теорији вредности, која разликује разменску вредност и употребну вредност. У свом Капиталу, он је одбацио објашњење дугорочних тржишних вредности понудом и тражњом:
Ништа није лакше него схватити недоследности понуде и тражње, и резултирајуће одступање тржишних цена од тржишних вредности. Права потешкоћа састоји се у одређивању шта се подразумева под једначином понуде и тражње.
[...]
Ако су понуда и тражња једнаке, оне престају да делују, и управо из тог разлога се роба продаје по својим тржишним вредностима. Кад год две силе делују подједнако у супротним смеровима, оне се међусобно уравнотежују, не врше спољни утицај, и било који феномени који се дешавају у тим околностима морају се објаснити узроцима другим, а не ефектом ове две силе. Ако се понуда и тражња међусобно уравнотеже, оне престају да објашњавају било шта, не утичу на тржишне вредности, и стога нас остављају у још већем мраку о разлозима зашто се тржишна вредност изражава управо у овој суми новца, а не у некој другој.
У свом раном одговору на маргинализам, Николај Бухарин је тврдио да „субјективна процена из које се цена треба извести заправо почиње од те цене”, закључујући:
Кад год се Бем-Баверкова теорија, чини се, позива на индивидуалне мотиве као основу за извођење друштвених феномена, он заправо унапред прокријумчари друштвени садржај у мање или више прикривеном облику, тако да цела конструкција постаје зачарани круг, континуирана логичка грешка, грешка која може служити само варљивим циљевима, и у стварности не показује ништа више од потпуне јаловости модерне буржоаске теорије.
Слично томе, каснији марксистички критичар, Ернест Мандел, тврдио је да је маргинализам „одвојен од стварности”, игноришући улогу производње, даље тврдећи:
Штавише, он није у стању да објасни како из сукоба милиона различитих индивидуалних „потреба” настају не само јединствене цене, већ и цене које остају стабилне током дужих периода, чак и у савршеним условима слободне конкуренције. Уместо објашњења константи и основне еволуције економског живота, „маргинална” техника пружа у најбољем случају објашњење ефемерних, краткорочних варијација.
Морис Доб је тврдио да цене изведене кроз маргинализам зависе од расподеле дохотка. Способност потрошача да изразе своје преференције зависи од њихове куповне моћи. Како теорија тврди да цене настају у чину размене, Доб тврди да она не може објаснити како расподела дохотка утиче на цене и последично не може објаснити цене.
Доб је такође критиковао мотиве иза теорије маргиналне корисности. Џевонс је написао, на пример, „у мери у којој је то у складу са неједнакошћу богатства у свакој заједници, сва роба се дистрибуира разменом тако да производи максималну друштвену корист.” (Видети Основне теореме економије благостања). Доб је тврдио да ова изјава указује на то да је маргинализам намењен да изолује тржишну економију од критике тако што цене чини природним резултатом дате расподеле дохотка.

### Марксистичка прилагођавања маргинализму
Неки економисти под снажним утицајем марксистичке традиције, као што су Оскар Ланге, Влођимјеж Брус и Михал Калецки, покушали су да је интегришу са увидима класичне политичке економије, маргинализма и неокласичне економије. Они су веровали да Марксу недостаје софистицирана теорија цена, а неокласичној економији теорија друштвених оквира економске активности. Неки други марксисти су такође тврдили да на једном нивоу нема сукоба између маргинализма и марксизма, јер би се могла користити маргиналистичка теорија понуде и тражње у контексту ширег разумевања марксистичке идеје да капиталисти експлоатишу вишак рада.